# الكسندر إم. كوين
الكسندر إم. كوين (بالإنجليزية: Alexander M. Quinn)‏ هو عسكري أمريكي، ولد في 1866 في باسيك في الولايات المتحدة، وتوفي في 4 مايو 1906 في سيبو في الفلبين.